# Англійське хортове дербі 2006

Англійське хортове дербі 2006 — собачі перегони, що відбулися з 4 травня по 3 червня 2006 на престижному стадіоні «Вімблдон»

## Чвертьфінали
| 1 | Клеш Дарбі      | 25-1 | 28.63 |
| 2 | Клінас Леді     | 4-1  | 28.69 |
| 3 | Ларкхілл Джим   | 7-4f | 28.71 |
| 4 | Грінвелл Сторм  | 7-2  | 28.79 |
| 5 | Ванкувер Спаркі | 5-1  | 28.81 |
| 6 | Хондо Дінгл     | 9-2  | 28.95 |

| 1 | Баблі Классік    | 8-1  | 28.52 |
| 2 | Айс енд Лемон    | 7-2  | 28.66 |
| 3 | Бруквілл Джиніус | 6-1  | 28.82 |
| 4 | Йоркшир          | 5-1  | 28.94 |
| 5 | Сейвінг Тайм     | 12-1 | 28.96 |
| 6 | Грінвелл Флеш    | 5-4f | 28.98 |

| 1 | Вестмед Джо   | 5-2  | 28.60 |
| 2 | Амарілло Слім | 4-1  | 28.61 |
| 3 | Мінеола Фарло | 4-6f | 28.68 |
| 4 | Фрісбі Феллер | 20-1 | 28.78 |
| 5 | Міллдін Біллі | 10-1 | 28.80 |
| 6 | Куртс енд Бі  | 20-1 | 28.98 |

| 1 | Вестмед Хоук    | 8-11f | 28.58 |
| 2 | Баллімак Піррес | 12-1  | 28.64 |
| 3 | Блу Маджестік   | 8-1   | 28.84 |
| 4 | Фіер Мі         | 3-1   | 29.04 |
| 5 | Кейнс Блу       | 5-1   | 29.26 |
| 6 | Баран Зевс      | 50-1  | 00.00 |

## Півфінали
| Перший півфінал (27 травня) | Перший півфінал (27 травня) | Перший півфінал (27 травня) | Перший півфінал (27 травня) | Перший півфінал (27 травня) | Перший півфінал (27 травня) |
| Позиція                     | Ім’я хорта                  | SP                          | Час                         | Тренер                      |                             |
| --------------------------- | --------------------------- | --------------------------- | --------------------------- | --------------------------- | --------------------------- |
| 1                           | Амарілло Слім               | 7-4f                        | 28.78                       | Калвер                      |                             |
| 2                           | Вестмед Джо                 | 3-1                         | 28.90                       | Савва                       |                             |
| 3                           | Клеш Дарбі                  | 14-1                        | 29.16                       | Джеддіс                     |                             |
| 4                           | Бабблі Классік              | 7-2                         | 29.28                       | Найт                        |                             |
| 5                           | Бруквілл Джиніус            | 14-1                        | 29.34                       | Клеменсон                   |                             |
| 6                           | Блу Маджестік               | 9-2                         | 29.40                       | Грехем                      |                             |

| Другий півфінал (27 травня) | Другий півфінал (27 травня) | Другий півфінал (27 травня) | Другий півфінал (27 травня) | Другий півфінал (27 травня) | Другий півфінал (27 травня) |
| Позиція                     | Ім’я хорта                  | SP                          | Час                         | Тренер                      |                             |
| --------------------------- | --------------------------- | --------------------------- | --------------------------- | --------------------------- | --------------------------- |
| 1st                         | Вестмед Хоук                | 4-5f                        | 28.62                       | Савва                       |                             |
| 2                           | Мінеола Фарло               | 5-1                         | 28.64                       | Грехем                      |                             |
| 3rd                         | Клінас Леді                 | 10-1                        | 28.78                       | Дартнелл                    |                             |
| 4                           | Баллімак Піррес             | 9-2                         | 28.92                       | Дартнелл                    |                             |
| 5                           | Ларкхілл Джим               | 6-1                         | 29.14                       | Гоен                        |                             |
| 6                           | Айс енд Лемон               | 16-1                        | 29.26                       | Рамні                       |                             |

## Дійство цього року
Змагання виграв Вестмед Хоук, захистивши свій торішній титул. Він став четвертим в історії Дербі, що переміг там двічі. Зірка Савви, що минулого року був позаду Мінеоли Фарло на останньому повороті, цього року здійснив вибух і в кінці здобув перемогу на фінішній прямій.

## Результати фіналу
| Поз | Ім'я          | Odds | Час           | Тренер                   |
| --- | ------------- | ---- | ------------- | ------------------------ |
| 1   | Вестмед Хоук  | 4/7F | 28.44         | Нік Савва                |
| 2   | Мінеола Фарло | 7/2  | 28.50 (3/4)   | Сімус Грехем             |
| 3   | Амарілло Слім | 6/1  | 28.56 (3/4)   | Грехем Кальверт Молодший |
| 4   | Вестмед Джо   | 7/1  | 28.62 (3/4)   | Нік Савва                |
| 5   | Клінас Леді   | 25/1 | 28.76 (1 3/4) | Террі Дартнелл           |
| 6   | Клеш Дарбі    | 33/1 | 28.96 (2 1/2) | Джон Геддіс              |